# Thuthipattu
Thuthipattu é uma vila no distrito de Vellore, no estado indiano de Tamil Nadu.

## Demografia
Segundo o censo de 2001,  Thuthipattu  tinha uma população de 7068 habitantes. Os indivíduos do sexo masculino constituem 49% da população e os do sexo feminino 51%. Thuthipattu tem uma taxa de literacia de 64%, superior à média nacional de 59.5%: a literacia no sexo masculino é de 73% e no sexo feminino é de 56%. Em Thuthipattu, 12% da população está abaixo dos 6 anos de idade.